# Campeonato nacional de Estados Unidos 1938
Lista de los campeones del Campeonato nacional de Estados Unidos de 1938:

## Senior

### Individuales masculinos
Don Budge vence a  Gene Mako, 6–3, 6–8, 6–2, 6–1

### Individuales femeninos
Alice Marble vence a  Nancye Wynne Bolton, 6–0, 6–3

### Dobles masculinos
Don Budge /  Gene Mako vencen a  Adrian Quist /  John Bromwich, 6–3, 6–2, 6–1

### Dobles femeninos
Sarah Palfrey Cooke /  Alice Marble vencen a  Simonne Mathieu /  Jadwiga Jędrzejowska, 6–8, 6–4, 6–3

### Dobles mixto
Alice Marble /  Don Budge vencen a  Thelma Coyne Long /  John Bromwich, 6–1, 6–2
| Predecesor: 1937                         | Campeonato nacional de Estados Unidos 1938 | Sucesor: 1939                         |
| Predecesor: Campeonato de Wimbledon 1938 | Grand Slam 1938                            | Sucesor: Campeonato de Australia 1939 |

- Datos: Q2410647